# 金山湾駅
金山湾駅（きんさんわんえき）は中華人民共和国遼寧省丹東市元宝区にある、中国鉄路総公司（CR）瀋丹線の駅。1934年に開業。瀋陽駅から263km、丹東駅から7kmの位置にある。瀋陽鉄道局所属の三等駅に設定されている。

## 駅周辺
- 金山衛星所
- 茂林技術幼稚園
- 丹東衣諾服装有限公司

## 隣の駅
中国国鉄
瀋丹線
老古溝駅 - 金山湾駅 - 丹東駅/蛤蟆塘駅